# Confessio Gallicana
Die Confessio Gallicana (auch Confession de Foy) ist das Glaubensbekenntnis der Hugenotten, das bei der ersten französischen reformierten Nationalsynode von 1559 formuliert wurde.
Als in Frankreich die Zahl der reformierten Gemeinden seit 1555 (Augsburger Religionsfriede) deutlich zunahm und sie nicht mehr im Untergrund agierten, entstanden bald religiöse Zwistigkeiten, u. a. über die Frage der Prädestination. Auf einer Versammlung 1558 in Poitiers wurde daher beschlossen, im folgenden Jahr zu einer Synode in Paris zusammenzutreten, die ein gemeinsames Glaubensbekenntnis und eine einheitliche Kirchenordnung erarbeiten sollte.
Zu dieser ersten französischen reformierten Nationalsynode vom 25.–29. Mai 1559 kamen die Vertreter von 50 Gemeinden zusammen. Johannes Calvin hatte ein Glaubensbekenntnis vorgeschlagen, um Abweichungen zur Genfer Position zu vermeiden. Die Synode ergänzte es gemeinsam mit Antoine de la Roche-Chandieu, einem Schüler Calvins. Die endgültige Fassung hatte wie die beigefügte Kirchenordnung (Disciplina) 40 Artikel, wurde 1560 gedruckt und dem König überreicht.
Spätere Ergänzungen wurden 1571 von der siebten Nationalsynode in La Rochelle angenommen, was auch zum alternativen Namen Confession de La Rochelle führte.

## Inhalte der Confessio Gallicana
Die Bekenntnisschrift ist eine Zusammenfassung der Lehre Calvins und ähnelt im Aufbau seiner Institutio Christianae Religionis und dem zweiten Genfer Katechismus von 1542/45 „Le Catéchisme de l’Église de Genève“.
Die Artikel 1 und 2 handeln vom Wesen Gottes und seiner Offenbarung in den Werken der Schöpfung und in der Bibel. Diese ist nach reformatorischer Sicht die alleinige Richtschnur des Glaubens, die der Heilige Geist von anderen Büchern zu unterscheiden lehrt (Art. 3–5). Im Folgenden betont die Confessio die Beschlüsse der Alten Konzilien von Gott dem Schöpfer, dem Erhalter und seiner Vorsehung.
Artikel 9–12 behandeln die Sündhaftigkeit des Menschen als Folge der Erbsünde und die Errettung derjenigen, die Gott durch seine Güte in Christus schon vor Erschaffung der Welt dazu vorherbestimmt hat. (Diese Lehre der Prädestination unterscheidet den Calvinismus deutlich von anderen protestantischen Kirchen). Durch Christi Natur als wahrer Mensch und wahrer Gott (Art. 13–15) erfolgt die Versöhnung mit Gott, die Sündenvergebung und die Rechtfertigung allein durch den Glauben (Art. 20–22). Christus ist die Erfüllung  des Gesetzes, andere Heilswege sind abzulehnen (23–24).
Es folgen Calvins Bestimmungen zur Kirchenordnung, zu Predigtamt und Sakramenten. Die wahre Kirche ist die Gemeinschaft, die dem Wort Gottes folgt, nicht aber das Papsttum. Dennoch gehören Ämter (Pastoren, Diakone, Vorsteher) zum Wesen der Kirche und müssen ordentlich gewählt werden (29–31). Die Sakramente sollen das Wort bestätigen und unterstützen, doch werden von den (in katholischer Sicht sieben) Sakramenten nur Taufe und Abendmahl als solche anerkannt (32–35). Christi Fleisch und Blut wird im Abendmahl zwar geistlich, aber wahrhaftig empfangen (36–38).
Die Artikel 37–40 behandeln die weltliche Obrigkeit. Sie sei von Gott eingesetzt und müsse sich daher gegen Sünden, aber auch gegen Häresie wenden. Man müsse sie ehren und ihr gehorchen, solange die Oberherrschaft Gottes unverletzt bleibt.

## Verwandte Bekenntnisse
Mit der Confessio Gallicana eng verwandt sind die kurz darauf verfassten Bekenntnisse Confessio Scotica (Schottland 1560) und die Confessio Belgica von 1561. Obwohl beide nicht von Calvin selbst stammen, stehen sie in der Genfer theologischen Tradition des Calvinismus.
Die piemontesischen Waldenser, die sich schon 1532 der reformierten Kirche angeschlossen hatten, übergaben 1560 dem Herzog von Savoyen die Confessio Gallicana als ihr Bekenntnis. In der gekürzten und bearbeiteten Form von 1655 gilt sie noch heute als Bekenntnisschrift der Waldenser.

## Ausgaben
- E. F. Karl Müller (Hrsg.): Die Bekenntnisschriften der reformierten Kirche. In authentischen Texten mit geschichtlicher Einleitung und Register. Spenner, Waltrop 1999 (Nachdruck der Ausgabe Leipzig, 1903) Zugang zu einer PDF-Datei.
- Emidio Campi (Hrsg.): Confessio Gallicana. 1559/1571, mit dem Bekenntnis der Waldenser. 1560. In: Andreas Mühling, Peter Opitz (Hrsg.): Reformierte Bekenntnisschriften 1559-1563 (= Reformierte Bekenntnisschriften, Bd. 2.1). Neukirchen-Vluyn 2008, S. 1–56. ISBN 978-3-7887-2304-0.